# Белорусский Красный Крест
Белорусский Красный Крест (БКК, бел. Беларускае таварыства Чырвонага Крыжа) — республиканское общественное объединение, национальное общество Красного Креста в Республике Беларусь, которое оказывает содействие государству в осуществлении гуманитарной деятельности на всей территории страны. БКК является составной частью Международного движения Красного Креста и Красного Полумесяца. В 2023 году членство в Международной федерации обществ Красного Креста и Красного Полумесяца (МФОККиКП) было приостановлено.

## История
На территории Беларуси деятельность Красного Креста начиналась в рамках Российского общества попечения о раненых и больных воинах, созданного в 1867 году и переименованного в 1879 году в Российское общество Красного Креста (РОКК). Такая деятельность по принятому в то время в Российской империи порядку организационно оформлялась в форме местных (губернских) управлений РОКК, во главе которых находилось Главное управление РОКК, располагавшееся в Санкт-Петербурге. Местным управлениям подчинялись комитеты общества Красного Креста уездных городов и военных крепостей.
26 марта 1872 года было создано Минское местное управление Российского общества попечения о раненых и больных воинах. В Витебске Общество попечения о раненых и больных воинах было открыто 1 июля 1876 года. В 1877—1878 годах появляются сведения о Могилевском и Виленском местных управлениях Российского общества попечения о раненых и больных воинах.
К 1877 году на территории Беларуси было 5 местных управлений, 30 крепостных (в том числе в Бобруйске, Лиде и Брест-Литовске) и уездных комитетов, объединяющих в своих рядах 3021 члена, из которых 1436 — в Гродненском местном управлении. Финансовую основу местных управлений составляли членские взносы в размере 3 рублей (с 1873 года — 10 руб.), пожертвования, сборы со спектаклей, кружечные и копеечные сборы.
Начало активной деятельности местных управлений Российского общества попечения о раненых и больных воинах на территории Беларуси совпало с русско-турецкой войной 1876—1878 годов.

### Деятельность в период русско-турецкой войны (1876—1878)
В целях оказания помощи воинам действующей армии, выдвигающимся через Беларусь к театру военных действий, Красный Крест организовывал временные пункты питания. Для нужд фронта шёл сбор продуктов питания, теплой одежды. В мастерских Красного Креста изготавливали бельё для армейских нужд. Десять сестер милосердия отправились в действующую армию (из Витебского местного управления — 6 сестер, из Виленского местного управления- 4 сестры). В силу сложившегося дефицита сестер милосердия Красным Крестом активизируется начатая ещё в 1873 году двухмесячная подготовка при городских больницах (первым это начинание было осуществлено Минским местным управлением). Но главные усилия были сосредоточены на подготовке больничной коечной сети для приёма раненых и больных, эвакуируемых в тыл. С этой целью в 1877—1878 годах на средства Красного Креста во всех губернских и уездных городах было развернуто 20 госпиталей и лазаретов с общей коечной мощностью более 1 000 коек. Это были в основном небольшие больничные учреждения на 10-50 коек. Наиболее значимые из них размещались в городах Вильно (на 300 коек) и Витебске (на 120 коек). Создавались лазареты и за счёт средств физических лиц. Княгиня Паскевич содержала 10 больничных коек в селе Новики. Крестьяне Витебщины в содержавшейся за их счёт сельской лечебнице, расположенной на полустанке Сволна, предоставили в распоряжение раненым и больным воинам 15 коек.

### Деятельность в период с 1879 по 1913
По окончании русско-турецкой войны деятельность уездных комитетов Красного Креста была прекращена, а развернутые лечебные учреждения постепенно были расформированы. В связи с этим в 1879 году принимается решение о переносе деятельности сестер милосердия Красного Креста сначала в гражданские губернские и уездные, а затем и сельские участковые больницы. Принимаются меры к расширению функций сестер милосердия. Наряду с уходом за тяжело больными, им вменяется в обязанность контроль за точным исполнением фельдшерами, акушерами и прислугой назначений врача. Совершенствуются их организационные формы работы. В 1889—1894 годы в губернских городах (в 1889 году в городе Минске) создаются общины сестер милосердия Красного Креста, основной целью которых стала подготовка опытного женского санитарного персонала для ухода за больными и ранеными, как в военное, так и в мирное время. Чтобы учебная подготовка сестер милосердия была качественной, Красному Кресту снова понадобились свои учреждения (больницы, амбулатории и аптеки). Такие учреждения с 1895 года стали создаваться при общинах сестер милосердия (Виленское местное управление). Они отличались качественным оснащением и высокой квалификацией персонала. Лечение в них было платным. За медицинский совет и пособие с лекарством амбулаторный посетитель должен был платить 25 копеек. Пребывание и лечение в общей палате стационара стоило 3,5 руб. в сутки.
До ноября 1903 года общинами сестер милосердия руководило то или иное местное управление РОКК, а затем руководство перешло к Попечительскому совету общины (особому комитету общины). Условия подготовки и жизни будущих сестер милосердия не были легкими. Учёба сестер милосердия предполагала проживание их в одном общем помещении под надзором старшей сестры и руководством начальницы общины. Лица, решившие посвятить себя служению больным и раненым, поступали в общину в качестве «испытуемых» на различных хозяйственных работах сроком на один год. Свидетельство о приобретении специальности выдавалось им не после окончании обучения, а после двухлетней успешной работы в общине. В дальнейшем они работали в учреждениях Красного Креста или ухаживали за больными в частных домах. В случае необходимости их привлекали для борьбы с эпидемиями холеры (1894 год, Гродненская губерния), оспы и тифа (1910 год, Минская губерния), а также к оказанию помощи голодающим в результате неурожая. Деятельность сестер милосердия хорошо оплачивалась и была выгодной для общины. Сестер милосердия не хватало, и особенно большой спрос был на них для надомного обслуживания больных.
В период русско-японской войны 1904—1905 годов направления работы Красного Креста во многом повторяют те, что осуществлялись в период русско-турецкой войны 1876—1878 годов. Для развертывания работы Красного Креста во всех уездных городах создаются временные уездные комитеты. Основные события этого периода свелись к формированию и отправке на фронт 5 санитарных отрядов (Витебского, двух Виленских, Минского и Могилевского) общей коечной ёмкостью 300 больничных коек, а также шестимесячной подготовке сестер милосердия при их общинах. За 1904 год каждая община подготовила 40-50 сестер милосердия.

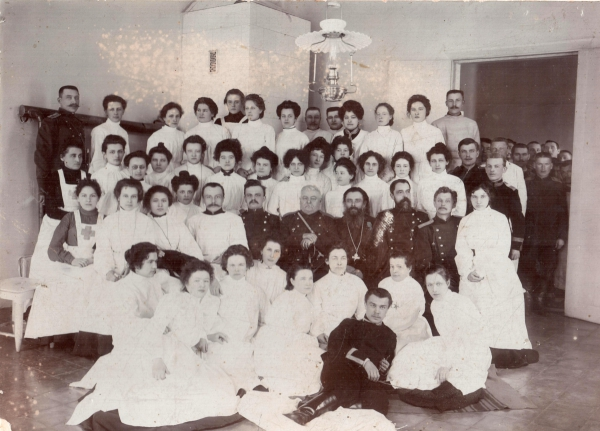
Выпуск Курсов сестёр милосердия Минского отдела Общества Красного Креста, 18 апреля 1904 года

Кроме того, на местах были развернуты лазареты для приёма раненых с театра военных действий. Так, Виленский лазарет оказал помощь 67 раненым. Количество сестер милосердия росло медленно и в 1912 году Главное управление РОКК приняло решение о начале курсовой подготовки санитаров Красного Креста по 40-часовой учебной программе на базе больниц и лазаретов Красного Креста.
В 1910 году все располагавшиеся на территории Белоруссии сестринские общины Красного Креста имевшимися в их собственности учреждениями выполнили следующий объём работы:
| Наименование общин | Количество больничных коек / пролеченных больных | Количество больных получивших амбулаторную помощь | Аптек |
| ------------------ | ------------------------------------------------ | ------------------------------------------------- | ----- |
| Виленская          | 12/48                                            | 1921                                              | 1     |
| Витебская          | 21/135                                           | 6 557                                             | 1     |
| Гродненская        | 9/37                                             | 7 403                                             | -     |
| Минская            | 8/64                                             | -                                                 | -     |
| Могилевская        | 30/201                                           | 21 580                                            | 1     |
| Итого:             | 80/485                                           | 37 461                                            | 3     |

В этих учреждениях работало 47 врачей, 98 штатных и 52 испытуемых сестер милосердия.

### Деятельность во время первой мировой войны
К очередной войне 1914—1917 годов Красный Крест подошёл более подготовленным, имея за плечами неплохой опыт работы и солидный бюджет. Наряду с традиционными гуманитарными мероприятиями Общество берёт на себя и новые функции по содействию военно-санитарной службе в обеспечении военно-врачебных учреждений хирургическим инструментарием, перевязочными средствами, медикаментами, бельём, посудой, теплыми вещами и другими материальными средствами; в укомплектовании её учреждений женским санитарным персоналом, а при необходимости и медперсоналом; в эвакуации раненых и больных в тыл с использованием эвакопоездов и санитарных отрядов сопровождения, а также в развозке больных и раненых внутри страны.
Усилиями местного управления Российского Красного Креста к 1916 году на Западном фронте, проходившем через территорию Белоруссии, было развернуто 34 госпиталя и 76 лазаретов, 35 питательных и перевязочных отрядов, 77 санитарных поездов, 43 дезинфекционных поезда, 23 дезинфекционных отряда, 21 зубоврачебный кабинет, 5 рентгеновских станций, 8 психиатрических пунктов, 2 ветеринарных пункта, 17 полевых складов и отделений.
Впервые Красный Крест столкнулся с необходимостью оказания масштабной помощи беженцам. Пришлось открыть врачебно-питательные и фуражные пункты, бани, приюты для детей и пожилых людей. Поток беженцев был огромен. Так, только через станцию Орша с 27 августа по 10 ноября 1916 года проследовало 297 000 беженцев. Война дезорганизовала оказание психиатрической помощи нуждающимся и эту функцию пришлось взять на себя Красному Кресту. Подготовка сестер милосердия продолжалась, но срок их обучения был сокращён с шести до двух месяцев.
С началом революции в России Красный Крест юридически не принял чью-либо сторону в конфликте, но события развивались так, что конфликтующие стороны стремились разделить его на части. В этих целях на Западном фронте в апреле-мае 1917 года был создан так называемый Западокрест, а в дни Октябрьской революции в Санкт-Петербурге — Пролетарский Красный Крест.
Декретом Совнаркома от 6 января 1918 года Главное управление Красного Креста было упразднено. Это фактически вывело из-под защиты Женевских конвенций персонал и материальные средства учреждений Красного Креста, работающих в интересах фронта. В Обществе наступил период разброда и шатания. Сестры милосердия из наиболее обеспеченных семей покинули фронт, объём пожертвований уменьшился. Часть медицинских формирований Красного Креста, действующих в полосе Западного фронта, ещё до наступления немцев ликвидируются, а часть передаётся другим фронтам. 18 февраля 1918 года немцы перешли в наступление и оккупировали почти всю Белоруссию. Большая же часть медучреждений Красного Креста общей коечной ёмкостью 725 коек осталась на оккупированной территории. Так, только в Минске находились: Варшавский госпиталь, Минский хирургический госпиталь, Минский госпиталь для заразных больных, лазарет для сестер милосердия, санитарные поезда № 16 и 17. Учреждения Красного Креста во всем испытывали недостаток. Декретом Совнаркома от 7 августа 1918 года Красный Крест был реорганизован. В результате санитарные поезда, санатории, рентгенологическое оборудование и психиатрические учреждения были переданы Народному комиссариату здравоохранения. Ещё в большей степени ухудшились условия работы Красного Креста во время польской оккупации 1919—1920 года. Большинство учреждений было передано Польскому Красному Кресту, а часть уничтожена. Так, 24 февраля 1919 года поляки в течение 2 часов обстреливали госпиталь в городе Полоцке 8-дюймовыми снарядами. Здание было разрушено. Госпиталь прекратил существование. В результате шестилетней войны в Белоруссии господствовала разруха.

### Деятельность в межвоенный период
Белорусское Общество Красного Креста (БОКК) создано 6 сентября 1921 года, но оно не было признано Международным комитетом Красного Креста. Сложилось так, что Общество начало свою деятельность с оказания помощи голодающим Поволжья и беженцам.
В 1921 году Центральным Комитетом БОКК для них организуется питательный пункт на 500 человек, в котором в течение года получили пищу 29 930 человек (немцы Поволжья, белорусы из оккупированных поляками областей, демобилизованные красноармейцы). Для временного размещения беженцев в Минске были оборудованы 4 общежития. Кроме того, в пограничной полосе были развернуты врачебные пункты и общежития. В этом же году была проведена «Неделя помощи голодающим», в результате которой только в Минске было собрано 4 0953 444 рубля. В Саратов был направлен специальный отряд медработников в составе 20 человек, рассчитанный на обеспечение питанием 1000 человек и оказание амбулаторной помощи до 100 человек в день, а в область — санитарно-питательный отряд из Витебска и врачебно-питательный отряд, сформированный в Гомеле и Смоленске.
За полтора месяца из Белоруссии в Саратовскую область было отправлено 33 вагона хлеба. Своим соотечественникам в 1922 году в Минске оказывал помощь и Немецкий Красный Крест. Для лечебных учреждений им было выделено 2500 пудов хлеба и медикаменты.
В 1924—1925 годах повторился наплыв беженцев за счёт поляков, возвращающихся с войны. Им было выдано 50000 продовольственных пайков и организована работа 4 общежитий. Только в 1925 году на средства Красного Креста было отправлено за пределы республики 840 семей беженцев.
Средств на уставную деятельность не хватало и ЦК БОКК добилось от правительства монопольного права реализации продукции Загметалла, Лентабтреста и других организаций. В ЦК БОКК, Бобруйске, Мозыре и Слуцке были созданы коммерческие отделы и магазины. Коммерческая деятельность процветала, а формированию привлечения в члены БОКК почти не уделялось внимания. За первые два года существования БОКК в организацию вступило только 1 500 человек. В 1924 деятельность БОКК расширилась за счёт прироста территории Белоруссии. Было создано 10 территориальных округов, где работали уполномоченные Красного Креста, впоследствии заменённые на выборные комитеты Красного Креста.
18 мая 1923 года представители Красного Креста Украины, Белоруссии, Армении, Грузии и Красного Полумесяца Азербайджана заключили договор об образовании Союза Обществ Красного Креста и Красного Полумесяца (СОКК и КП) СССР. БОКК берёт курс на расширение членства и подготовку санитарного актива. В это время Общество возглавляет Министр здравоохранения БССР Барсуков Михаил Иванович. Основные усилия Красного Креста переносятся на село. Открывается первый сельский тубдиспансер и ясли в селе Братьковичи Калининского округа.
Начиная с 1926 года, Красный Крест организует работу кружков первой помощи по 32-часовой программе. Число членов Красного Креста превышает уже 17000 человек. Красный Крест функционирует в 92 районах из 100. Работает 384 его ячейки, где и сосредоточивается основная деятельность.
К концу 1927 года в 525 кружках первой помощи занималось 18500 человек. Из числа их окончивших организовывались школы первой помощи. Из выпускников школ формировались отряды первой помощи. Работа по обучению в кружках и школах вначале оплачивалась Красным Крестом, а потом осуществлялась на общественных началах.
К 1928 году количество членов БОКК возросло до 35000 человек.
С июля 1929 года работа БОКК осуществляется на основе пятилетних планов. Основные усилия сосредоточиваются на санитарно-оборонной и санитарно-оздоровительной работе.
В 1930 году кружки первой помощи преобразуются в кружки санитарных знаний, программа которых была рассчитана на 30, а начиная с 1933 года — на 12 часов. Это было связано с необходимостью активизации санитарно-оборонной работы. В 1934 году был учреждён значок «Готов к санитарной обороне». Исполком СОКК и КП утвердил Положение и нормы сдачи на получение указанного значка, которые включали в себя комплексы: военно-санитарный, санитарной грамоты по противовоздушной обороне, гигиены жилья, гигиены питания, личной гигиены, физкультуры и краснокрестной работы. Нормы на значок «Будь готов к санитарной обороне» состояли из 4 разделов: первая помощь и гигиена похода; противовоздушная оборона; школьная гигиена и санитария; организация Красного Креста и Красного Полумесяца. В 1940 году ЦК БОКК организовал Всебелорусское соревнование по санитарно-оборонной работе. Победителем его стала Тереховская районная организация БОКК, подготовившая 2000 значкистов ГСО и БГСО.
Наряду с подготовкой значкистов ГСО и БГСО Общество проводило подготовку медсестер запаса и переподготовку врачей. 8 ноября 1927 года была открыта Минская 3-годичная школа медсестер на 80 мест. В школу принимались женщины с семилетним образованием в возрасте от 18 до 35 лет. Для материально необеспеченных устанавливалось 30 стипендий по 20 рублей каждая. Школа подготовила около 300 медсестер. С октября 1930 года школа передана на госбюджет, а Красный Крест переключился на краткосрочную подготовку медсестер на вечерних (8—9 месяцев) и утренних (6 месяцев) курсах по 600-часовой программе. Всего по этой программе было подготовлено около 1 000 медсестер запаса. В этом же году ЦК БОКК организует вечерние годичные курсы медтехников, а с 1932 года в Полоцке, Слуцке, Лепеле и Быхове начата подготовка колхозных медсестер по сокращённым программам. С 1935 года начинается 2-годичная подготовка медсестер с отрывом от производства и 3-годичная — без отрыва от производства. С 1936 года Красный Крест приступил к организации 1,5-годичных курсов санитарных инструкторов, на базе 4-летнего образования и бортсестер-парашютисток для обслуживания санитарных самолётов. В 1940 году функционировало 55 учебных групп курсов медсестер. Таким образом, в годы, предшествующие Великой Отечественной войне, БОКК подготовило десятки тысяч медсестер. Часть из них была привлечена на работу в лечебные учреждения Наркомздрава, а часть влилась в санитарный актив Общества.
С 1933 года при Витебском, Гомельском и Минском комитетах Красного Креста функционируют группы командирской учёбы.
В 1940 году Общество организовало 8—10-месячные курсы по заочной подготовке и переподготовке врачей. Чуть раньше была организована переподготовка медсестер запаса.
Обучение проходило на 14 учебных пунктах, расположенных в Минске (9) и по одному в Гомеле, Витебске, Полоцке, Могилеве и Бобруйске. Общество поставило перед собой задачу по вовлечению подготовленного в кружках первой помощи актива в организованную активную работу и с этой целью начала создавать санитарные формирования: санитарные дружины, санитарные посты, группы взаимопомощи. Первые санитарные дружины появились в Белоруссии в конце 1927 года с целью оказания первой помощи пострадавшим при возникновении в мирное время стихийных бедствий, массовых несчастных случаев, а также раненым и больным в военное время. Их работа тесно увязывалась с работой команд Осоавиахима, пожарными командами, с пунктами спасения на водах и первой помощи на предприятиях, работой скорой помощи.
Четвёртый Пленум ЦК БОКК 1928 года определил, что «санитарная оборона является основной работой и должна занять превалирующее положение над всеми другими видами работ Общества». Уже к этому году в Красном Кресте было создано 12 санитарных дружин, в состав каждой из которых входило 123 человека (с ноября 1939 года в дружину входило два отделения, шесть звеньев, всего — 30 человек). Дружина организационно состояла из трёх отделений и девяти звеньев. Руководили дружиной врач и два его помощника. Начальниками отделений и звеньев назначались фельдшера, медсестры или члены звеньев, прошедшие специальную подготовку по программе кружков первой помощи повышенной трудности. Качество подготовки санитарных дружин проверялось на ежегодных соревнованиях. С ними проводились «боевые» учения в поле, совершались длительные переходы. С 1929 года был введён переходящий приз, который вручался лучшей санитарной дружине. Санитарные дружины дислоцировались: в Минске и Витебске — по три, в Гомеле и Орше — по две, в Могилеве и Рогачёве — по одной. Текущая подготовка санитарных дружин осуществлялась в течение 6 месяцев по 200-часовой программе. Дружины подразделялись на районные, велосипедные и резервные. Наряду с санитарными дружинами параллельно шла подготовка санитарных постов, каждый из которых состоял из 4 человек, прошедших подготовку по специальной программе и 2—4 значкистов ГСО. К 1932 году в 21 районе БССР было подготовлено 1052 санитарных поста. В их задачу входило оказание первой помощи на предприятии, в учреждении, колхозе, совхозе в случае возникновения травм и заболеваний, пропаганда здорового образа жизни и контроль гигиены рабочих мест.
С учётом потребностей общества БОКК постепенно начинает наращивать усилия в области санитарно-оздоровительной работы. Этот новый раздел работы Красного Креста связан с межвоенным периодом жизни республики, организационным развитием БОКК и его стремлением наполнить практической деятельностью работу первичный организаций. Основной целью этой работы, начиная с 1925 года, было участие в санитарном просвещении и гигиеническом воспитании трудящихся, в привитии им повседневных гигиенических навыков. Члены Красного Креста учились охранять своё здоровье, соблюдать правила личной гигиены, содержать своё жилище и двор в чистоте, инициировали устройство форточек в окнах крестьянских домов, улучшение старых колодцев, обустройство бань, принимали участие в озеленении населённых пунктов. Шла планомерная работа по антиалкогольной пропаганде, распространению среди населения знаний правил ухода за больными. Санитарное просвещение осуществлялось через рабочие клубы, избы-читальни, библиотеки, школы, собственные и учреждения Наркомздрава. При этом использовались различные формы: выпуск стенных газет, фотовыставок, оборудование санитарных уголков, проведение санитарных игр, вечеров вопросов и ответов, показательных судов, передвижных выставок, распространение печатной продукции (тематических библиотечек, плакатов, бюллетеней Красного Креста), чтение бесед и лекций, работа бюро вопросов и ответов, созданных при учреждениях Красного Креста. Так, только в 1926—1927 годах на лекциях и беседах, проводимых Красным Крестом, присутствовало 21 000 человек. Самыми популярными из санитарно-просветительных материалов были брошюры «Первая помощь», «Как строить хорошие колодцы?», сценарий пьесы «Дело будет» и плакат о трахоме. Для бесперебойного продвижения санитарной литературы в массы, в структуре ЦК БОКК создаётся издательский отдел.
Новой формой антиалкогольной пропаганды стали чайные Красного Креста. Они, по замыслу устроителей, должны были быть местами отдыха трудящихся в городах. Одна из комнат чайной оснащалась газетами и санитарно-просветительной литературой. Первые чайные были открыты в Минске (на Виленском рынке), Бобруйске, Витебске, Полоцке и Борисове. Красный Крест включается в работу по наведению санитарного порядка в населённых пунктах и предприятиях общественного питания. Инициатором санитарного похода выступила медицинская общественность города Рогачёва. Постепенно за счёт санитарного актива Красного Креста создаётся институт санитарных инспекторов. В повседневную жизнь вошли подворные обходы как средство борьбы за культуру быта.
В период с 1921 по 1924 год участие БОКК в оздоровительных мероприятиях наряду с санитарно-просветительной работой сводилось к осуществлению противоэпидемических и лечебно-профилактических мероприятий в отношении таких заболеваний как сыпной тиф, холера, малярия, трахома, туберкулёз и сифилис. К таким мероприятиям Красного Креста в этот период относятся участие в проведении профилактических прививок, открытие изоляторов, наведение гигиенического порядка в общежитиях Красного Креста для беженцев, оборудование специальных бараков, околодков, бань, дезкамер и санпропускников. При общежитии на улице Захарьевской, 43 в городе Минске был открыт лазарет на 30 коек и работала амбулатория, которая ежедневно принимала 60 человек. При Борисовском карантинном пункте также функционировала амбулатория Красного Креста, рассчитанная на 50 посещений в день.
Участие Красного Креста в санитарно-оздоровительных мероприятиях диктовала сложная эпидобстановка и введение НЭПа, спровоцировавшего перевод государственной медицинской сети на местный бюджет и её сокращение. Особое внимание приходилось оказывать борьбе с эпидемией сыпного тифа, уровень заболеваемости которым в 1921 году составлял 1 390 случаев на 10 000 населения. Общество берёт на себя инициативу по медицинскому обслуживанию части инфекционных больных и беженцев.
Белорусскому Красному Кресту практически пришлось заново создавать сеть лечебно-профилактических учреждений. Количество вновь созданных учреждений здравоохранения не было постоянным и во многом зависело от финансового состояния Общества. В 1924 году, когда Общество оказалось на грани финансовой катастрофы, оно передало некоторые учреждения Наркомздраву, а часть расформировало. Начиная с 1922 года, в городе Минске продолжает работать венерологический диспансер Красного Креста. Позже такие же диспансеры были открыты в Слуцке, Бобруйске и в Полоцком районе. Для обследования сельского населения на наличие венерических болезней создаются специальные передвижные отряды и передвижные диспансеры Красного Креста. Особенно плодотворной была работа первого передвижного диспансера, руководимого врачом М. Стерховой. Диспансер работал в Круглянском районе и на Оршанщине. С 1925 года в каждом из округов открываются противотуберкулёзные диспансеры, а в городах Минске (ул. Володарского) и Мозыре — санатории для туберкулёзных больных. Начинают функционировать новые врачебные амбулатории, зуболечебные передвижные кабинеты, зуботехнические лаборатории, детские консультации. Противотуберкулёзные диспансеры Красного Креста с 1926 года открываются и на селе (село Братьковичи Калининского округа, Острошицкий городок).
Одновременно Общество направляет свои усилия на борьбу с трахомой. Такая работа ведётся силами глазных отрядов Красного Креста. В этот период население остро нуждалось в стоматологической помощи и БОКК в мае 1928 года открывает первую в республике поликлинику зубных болезней, которая с 1 октября 1928 года переименовывается СНК БССР в «Одонтологический институт» и передаётся Наркомздраву. Создаются зубные амбулатории, передвижные зуболечебные кабинеты. К концу 1925 года на средства Красного Креста, получаемые от хозяйственной деятельности, содержалось 23 общественно-медицинских учреждения.
В 1930 году БОКК имело широкую медико-санитарную сеть. В неё входили 137 учреждений: 5 амбулаторий по различным видам медпомощи, 7 зуботехнических лабораторий, 1 детский санаторий, 3 детских консультации, 3 детских площадки, 1 родильный дом, 25 бань, 50 колодцев, 10 детских яслей, 20 парикмахерских, 4 чайных, 6 постоянных санитарных и противоалкогольных выставок, 2 прачечные, 3 зуболечебных передвижных кабинета.
БОКК инициирует сбор средств для санитарной авиации и в 1934 году приобретает первые три санитарных самолёта. К 1939 году самолёты санитарной авиации сделали 1250 вылетов, из которых 610 — по срочному вызову. Бортврачами было произведено 280 операций и 40 переливаний крови. Были спасены сотни человеческих жизней.
Сеть медико-санитарных учреждений постоянно расширялась. В 1935 году к существующим ранее прибавились 2 поликлиники, 8 зубных амбулаторий, 19 зубных кабинетов, 8 зубопротезных учреждений. К 1936 году в Обществе функционировало 26 дезустановок.
Учитывая рост лечебно-профилактической сети органов здравоохранения, необходимость в таких учреждениях Красного Креста отпала и, выполняя постановление СНК БССР, в 1938 году БОКК все медицинские и хозяйственно — коммерческие учреждения передало органам здравоохранения, коммунальной службе и военно-санитарной службе.
В составе учреждений Красного Креста все большее место начинают занимать учреждения профилактического профиля. Открываются дома санитарного просвещения, детские ясли на селе, дома для беспризорных детей, дома отдыха, гостиницы, спортивные площадки, столовые, прачечные и парикмахерские. Последние занимают наибольший удельный вес среди всех учреждений. Так, в 1934 году Общество имело 111 парикмахерских, 6 заводов минеральных вод (Гомель, Могилев, Полоцк, Пуховичи, Бешенковичи и Дубровно).

### Деятельность во время второй мировой войны
В 1941 году территория БССР была полностью оккупирована, а структура БОКК разрушена. C 1943 года началось восстановление организационной структуры Красного Креста на освобождённой территории. В Исполкоме СОКК и КП было образовано оргбюро по Белоруссии, которое создало ЦК БОКК, прибывшее в Белоруссию в ноябре 1943 года и разместившееся в Ново-Белице. Благодаря его усилиям на демократической основе воссоздавались первичные организации БОКК, а в областях и районах в административном порядке создавались оргбюро ЦК БОКК. В 1944 году они были созданы в Витебской, Гомельской, Полесской и Могилевской областях. Их возглавляли заведующие областными отделами здравоохранения. К концу 1944 года в 11 (кроме Полоцкой) из 12 областей были созданы организации Красного Креста, объединившие 163 первичные организации, с общим числом 101 463 человека. Они сразу же включились в подготовку санитарного актива. Ими было подготовлено 1376 санпостов, 554 санитарных звена, 321 школьный пост, подготовлено по программе ГСО 27546 человек, а также БГСО — 12990 человек. На областных семинарах прошли обучение 99 председателей районных организаций и 2339 председателей первичных организаций БОКК. Первичные организации создавались и в школах. К 1 июля 1945 года их было создано 2039 с количеством членов 87304. В школах функционировало 106 сандружин и 1449 санпостов, а по нормам БГСО было подготовлено 46083 школьника.
К первому полугодию 1945 года в 175 районах из 194 были восстановлены районные организации БОКК. В их составе функционировало 5912 первичных организаций, объединяющих 217 146 членов БОКК. К этому времени создано 22 кадровых и 35 объектовых сандружин, 3542 санитарных постов и медико-санитарных звеньев. Шла подготовка санитарных уполномоченных.
Одной из основных задач БОКК этого периода являлась участие в борьбе с эпидемиями заразных болезней. Значительную роль в этом деле сыграли санитарно-эпидемиологические отряды Красного Креста, восемь из которых прибыли на территорию Белоруссии в мае 1944 года, а девятый — в январе 1945 года. Все они находились в распоряжении ЦК БОКК. Только за 1944—1945 годы ими обследовано 213 273 дворов, 26 921 колодцев, продезинфицировано 156 049 комплектов белья и 10 662 помещения. В Республике за годы войны в борьбе с эпидемиями приняли участие 13963 человека из числа санитарных дружин и постов и 16 698 санитарных уполномоченных.
Осуществлялась и шефская работа над ранеными и больными воинами. Так, к концу 1944 года БОКК проводил такую работу в 50 эвакогоспиталях (уход, сбор для них одежды, обуви, продуктов питания, посуды, книг, организация концертов). В каждом госпитале были палаты Красного Креста. Шефской работой руководили шефские комиссии, созданные при комитетах Красного Креста. Во втором квартале 1945 года начата работа по шефству над инвалидами Великой Отечественной войны. К концу войны в этой работе участвовало 2 840 активистов Общества, которые обслуживали 2122 инвалида войны.
Помогал Красный Крест и детям-сиротам, находящимся в детских домах. К концу войны шефство осуществлялось за 111 детскими домами.
Начиная с весны 1944 года, восстанавливается подготовка медсестер запаса. К концу войны в республике по 700-часовой программе подготовлено 750 человек, 500 медсестер для детских учреждений, 600 колхозных медсестер и 240 медсестер по физиотерапии. 54 медсестры Гомельского обкома были направлены на ликвидацию эпидемии сыпного тифа. Уделялось внимание и донорству крови. В 1944 году 12 доноров крови награждены нагрудным знаком «Почётный донор СССР». К концу войны в семи областях из двенадцати насчитывалось 4 444 донора крови Красного Креста.

### Деятельность в послевоенный период
К 1946 году он состоял из 12 областных, 180 районных (при наличии 191 района) и городских комитетов Красного Креста, 8 274 первичных организации с количеством членов — 302 115 человек. К концу 1950 года число членов Общества возросло до 650523 человек, к 1953 году — до 850 194 человек, а к 1965 году — до 2 301 052 человек. Деятельность Общества все больше и больше сближалась с функциями органов здравоохранения. БОКК стало надёжным помощником органов здравоохранения в проведении масштабных санитарно-профилактических мероприятий среди населения. Основными задачами, решаемыми БОКК в этот период, являются: помощь детям-сиротам, родители которых погибли во время Великой Отечественной войны, помощь инвалидам войны 1-2 группы, проведение санитарно-просветительной работы и санитарно-оборонной работы, подготовка санитарного актива, организация донорства, активное участие в борьбе за мир и торжество принципов советского гуманизма. В этот период Общество ежегодно занимало лидирующее место в Союзе Обществ Красного Креста и Красного Полумесяца.

#### Проведение противоэпидемических мероприятий
В 1946 году на территории Республики Беларусь продолжалась работа 9 санитарно-противоэпидемических отрядов. Один отряд работал в лагере для репатриируемых. Два лагеря работало в Барановичской области. По одному отряду работало в Гомельской, Могилевской, Брестской, Витебской, Пинской и Полоцкой областях. Только в течение 1946 и 1947 годов их усилиями выявлено и госпитализировано 1987 больных сыпным и брюшным тифом, дизентерией, скарлатиной, корью и чесоткой. Оказана амбулаторная помощь 56 114 больным, проведено 117 660 профилактических прививок, излечено 28 111 чесоточных больных, продезинфицировано 86 354 помещения и 546 237 комплектов одежды и белья, обследовано 403 200 дворов и 45 782 колодцев. После ликвидации основных эпидемических очагов санитарно-противоэпидемические отряды Красного Креста совместно с санитарным активом с весны 1947 года привлекаются для участия в борьбе с малярией, раком, туберкулёзом, дифтерией, трахомой, полиомиелитом, гельминтозами и другими заболеваниями. За 9 месяцев 1947 года ими выявлено и подвергнуто систематическому курсу лечения 6 149 малярийных больных, из которых направлено на госпитализацию 371 человек.
В 1946 году при ЦК БОКК была создана противораковая комиссия в составе 17 человек. Красный Крест принимал участие в организации профилактических осмотров населения, осуществлял санпросветработу и патронировал больных раком на дому. При Обществе в 1960 году было создано бюро медсестер по обслуживанию на дому тяжелых онкологических больных.
Санитарно-противоэпидемические отряды и санитарный актив Красного Креста оказали ощутимую помощь здравоохранению и совместными усилиями обеспечили к 1949 году улучшение эпидобстановки. Значительный вклад в дело борьбы с инфекционными болезнями внесли активисты Красного Креста: санпостовцы, сандружинницы, медсестры и санитарные уполномоченные. Только в 1946 году в санитарно-просветительной работе приняли участие 23 205 активистов, в 1947 году — 33 358. Ими обследовано в 1946 году 115 450 объектов, а в 1947 году — 99 504 объектов, в 1950 году — 101 108 объектов, на которых выявлено и по предложению активистов устранено 23 090 недостатков. Весь санитарный актив был закреплён по десятидворкам с целью наблюдения за санитарным состоянием объектов и выявлением больных. Сотрудники Красного Креста привлекались также к подворным обходам, наблюдению за состоянием амбулаторных больных, раздаче противомалярийных и противотуберкулёзных препаратов и контролю за их приёмом больными, проведению плановых флюорографических обследований населения и профилактических прививок, осуществлению гидротехнических работ по борьбе с личинками комара и окрылённым комаром, обработке инфекционных очагов. Сотрудники оказывали помощь органам здравоохранения в госпитализации больных. Они организовывали месячники по очистке и благоустройству рабочих мест и населённых пунктов, осуществляли общественный санитарный контроль на промышленных и сельскохозяйственных предприятиях, распространяли санитарно-просветительную литературу. В 1960 году санитарный актив Красного Креста принял активное участие в борьбе против дифтерии и полиомиелита.
Организация безвозмездного донорства
Это традиционное для Красного Креста направление деятельности, осуществляемое в тесном сотрудничестве с органами здравоохранения. Придавая особое значение данной деятельности, Президиум Верховного Совета СССР в 1944 году учредил нагрудный знак «Почётный донор СССР». В 1949 году в БССР насчитывалось 4 532 доноров, что не покрывало потребности здравоохранения. В послевоенное время Красный Крест включился в пропаганду донорства. Начиная с 1955 года, донорство начало развиваться как массовое патриотическое движение. За этот год число доноров возросло в 5,7 раза, достигнув 25 994 человек. В следующем году число доноров удвоилось. Начиная с 1957 года, в БССР развернулось движение за безвозмездную сдачу крови. Застрельщиком этого движения в Белоруссии явилась Гродненщина. В 1960 году уже насчитывалось 6 547 безвозмездных доноров, которые в этом году в общей сложности сдали 2 400 литров крови. В большинстве случаев это были медработники, студенты и колхозники.

#### Шефская деятельность
Продолжается начатая в 1944 году шефская деятельность над детскими домами, домами ребёнка и инвалидами войны. К 1947 году Красный Крест осуществляет шефство над 273 детскими домами (всего было 280 детских домов на 30 000 воспитанников). Помощь детским домам и домам ребёнка оказывалась продуктами питания, одеждой, обувью, бельём, постельными и школьно-письменными принадлежностями. Летом 1946—1947 годов для детей-сирот был организован санаторный летний лагерь (д. Буцевичи,22 км от Минска) на 1 800 человек. Такие же лагеря были организованы в Молодечненской и Минской областях.
В 1949 году ЦК БОКК совместно с ЦК ЛКСМ произвели в Острошицком городке закладку республиканского санаторного лагеря одномоментного пребывания на 250 человек.
В 1948 году организации БОКК вели шефскую работу в 21 доме ребёнка: обеспечивали контроль за воспитанием, состоянием здоровья, физическим развитием детей и уходом за ними; проводили работу среди кормящих матерей по привлечению их в ряды кормилиц для обеспечения детей грудным молоком, старались пристроить детей в семьи. Благодаря этой работе по окончании войны в семьи на патронат было взято 37 000 детей. Шефство над детьми продолжалось до 1960-х годов.
К концу 1947 года Красный Крест шефствовал над 1764 инвалидами Великой Отечественной войны. Им оказывалась материальная и моральная поддержка, а также хозяйственно-бытовая помощь. БОКК содействовал направлению их на санаторно-курортное лечение, помогал в приобретении новой специальности и трудоустройстве. В 1948 году шефство осуществлялось над пятью интернатами инвалидов войны и пятьюдесятью госпиталями и отдельными госпитальными палатами.

### Международное сотрудничество
Белорусское Общество Красного Креста является национальной гуманитарной благотворительной организацией и одновременно составной частью Международного движения Красного Креста и Красного Полумесяца.
Международное движение Красного Креста и Красного Полумесяца включает в себя общества Красного Креста и Красного Полумесяца по всему миру, Международную Федерацию обществ Красного Креста и Красного Полумесяца, Международный Комитет Красного Креста. Вместе они составляют всемирное гуманитарное движение, задача которого предотвращать и облегчать страдания людей, защищать их жизнь и здоровье, обеспечивать уважение к человеческой жизни во всем мире.
Составные части Международного движения, сохраняя свою независимость, всегда действуют в соответствии с Основополагающими принципами (гуманность, беспристрастность, нейтральность, независимость, добровольность, единство, универсальность) и сотрудничают между собой для достижения поставленных целей.
С 1995 года Белорусское Общество Красного Креста является членом Международной Федерации Обществ Красного Креста и Красного Полумесяца (МФ ОКК и КП). С 1996 года в Минске работает Региональное Представительство МФ ОКК и КП. Главная цель МФ ОКК и КП — содействовать развитию в каждой стране обществ Красного Креста или Красного Полумесяца, организовывать и координировать международные операции по оказанию помощи в странах, пострадавших от стихийных бедствий и техногенных катастроф. Свою работу по оказанию помощи МФ ОКК и КП проводит через общество Красного Креста страны, донося помощь до людей, нуждающихся в помощи. Став членом МФ ОКК и КП, Белорусское Общество Красного Креста взяло на себя обязательство строить свою работу в соответствии с стратегическими задачами и направлениями деятельности, принятыми МФ ОКК и КП во всем мире.
Учитывая значимость участия Республики Беларусь в Международном движении Красного Креста и Красного Полумесяца, БОКК с 1997 года получает из государственного бюджета Республики Беларусь средства на уплату членского взноса в Международную Федерацию Обществ Красного Креста и Красного Полумесяца.
Белорусское Общество Красного Креста успешно поддерживает партнёрские отношения с рядом Национальных Обществ, совместно реализуя проекты, направленные на оказание медико-социальной и гуманитарной помощи наиболее уязвимым группам населения как через МФ ОКК и КП, так и напрямую с обществами Красного Креста на основе двухстороннего сотрудничества.
При поддержке Швейцарского Красного Креста реализуется программа, направленная на развитие и укрепление Службы сестер милосердия БОКК, проекты «Гуманитарная помощь уязвимым» и «Двойное Рождество», которые направлены на предоставление гуманитарной помощи в виде продуктов питания, гигиенических принадлежностей, канцтоваров, игрушек самых социально незащищённым слоям населения.
При поддержке Датского Общества Красного Креста осуществляются программы, направленные на активизацию участия молодёжи в социальной жизни страны, профилактику распространения ВИЧ/СПИДА, созданию сетевого сотрудничества в области противодействия торговли людьми.
Так, у Белорусского Общества Красного Креста уже сложилось традиционное и плодотворное сотрудничество с Германским Обществом Красного Креста на уровне региональных организаций по оказанию гуманитарной помощи малоимущим гражданам.
При поддержке Австрийского Красного Креста, благотворительного фонда «Медикор», Норвежского Красного Креста и МФ ОКК и КП в городе Гродно реализуется программа по поддержке детей с ограниченными возможностями с участием близкого окружения.
Министерство по международному сотрудничеству Великобритании (DFID) поддерживает реализацию проекта, деятельность которого направлена на снижение уязвимости сообществ и создание условий для их активного участия в жизни общества и реализации собственного потенциала.
Совместно с Американским Красным Крестом и при поддержке Итальянского Красного Креста реализуются проекты по поддержке и расширению возможностей людей, живущих с ВИЧ.
Непосредственно через МФ ОКК и КП при поддержке со стороны Правительства Японии и Ирландии реализуется программа, направленная на оказание медицинской, социально-психологической помощи населению, проживающему на территориях, загрязнённых после Чернобыльской аварии.
Волонтёры Исландского Красного Креста участвуют в подготовке и передаче посылок с теплой одеждой, гигиеническими принадлежностями, одеялами для детей из малообеспеченных многодетных семей Беларуси. Кроме того, с 2010 года Исландский Красный Крест поддерживает работу по противодействию торговле людьми.
Белорусским Красным Крестом подписаны соглашения о сотрудничестве с Национальными обществами Австрии, Швейцарии, Украины, Италии, Литвы, Латвии, Польши, региональными структурами Японского Красного Креста.
Белорусское Общество Красного Креста, как член МФ ОКК и КП, осуществляет контроль за соответствием Устава БОКК требованиям и стандартам, принятым МФ ОКК и КП. Белорусское Общество Красного Креста активно участвует в проведении Международной конференции Красного Креста и Красного Полумесяца, являющейся высшим совещательным органом Международного движения. Наряду с делегацией БОКК, в Международной конференции принимают участие представители государств-участников Женевских конвенций 1949 года и Дополнительных протоколов 1977 года к ним в силу своих обязательств по данным Конвенциям и поддерживая деятельность в целом. Делегации обществ Красного Креста и Красного Полумесяца и государств рассматривают гуманитарные вопросы, представляющие общий интерес, принимают по ним совместные решения.
Белорусское Общество Красного Креста с 1997 года активно сотрудничает с Международным Комитетом Красного Креста (МККК) в области распространения норм и принципов международного гуманитарного права, деятельности Службы розыска БОКК и поддержки мигрантов.
Республика Беларусь, подписав и став участницей Женевских конвенций 1949 года и Дополнительных протоколов 1977 года к ним, взяла на себя обязательство распространять как можно шире нормы и принципы международного гуманитарного права в своей стране, включать его изучение в учебные программы гражданского и военного образования. Частично государство делегировало Белорусскому Красному Кресту полномочия содействовать распространению международного гуманитарного права среди широких слоев населения, содействовать в выполнении Республикой Беларусь международных обязательств, вытекающих из этих Конвенций и Протоколов. В связи с этим, совместно с МККК Белорусский Красный Крест работает по распространению международного гуманитарного права, по его включению в официальные учебные программы. С 1997 года создана и работает межведомственная комиссия по имплементации международного гуманитарного права в законодательство Беларуси. МККК сотрудничает с Министерством обороны, ведёт работу среди сотрудников правоохранительных органов, органов безопасности, знакомя их с нормами международного гуманитарного права, правом прав человека, общепризнанными гуманитарными ценностями. С Министерством образования, в рамках трёхстороннего соглашения о сотрудничестве, ведётся работа по внедрению курса «Исследуя гуманитарное право» в учреждения образования. Этот курс разработан Международным Комитетом Красного Креста и является инструментом, который поможет донести принципы и ценности международного гуманитарного права до сердец молодёжи.
С 1996 года Белорусский Красный Крест активно сотрудничает с Управлением Верховного комиссара ООН по делам беженцев (УКБ ООН) в области местной интеграции беженцев в Республике Беларусь.
С 2004 года Белорусский Красный Крест сотрудничает с Международной организацией по миграции (МОМ) в области противодействия торговле людьми. При финансовой поддержке этой организации, Белорусский Красный Крест открыл в Бресте, Витебске, Гомеле, Гродно и Могилеве 5 консультационных центров «Руки помощи», которые работают в области превенции и реинтеграции потерпевших от торговли людьми. В стране проводятся конкурсы фотографий и рисунков для молодёжи; волонтёрами поставлены театрализованные представления (Брест, Витебск); повсеместно проводятся информационные сессии, тематические беседы, семинары и тренинги для групп риска и сотрудников различных организаций.
С 2005 года Белорусский Красный Крест сотрудничает с Программой развития ООН (ПРООН) по проекту «Профилактика и лечение ВИЧ/СПИДА» в части осуществления паллиативного ухода на дому за лицами, живущими с ВИЧ/СПИДом. Успешно реализуется программа «Поддержка Государственной программы „Туберкулёз“ в Республике Беларусь».
Еврокомиссия совместно с Датским Красным Крестом поддерживает развитие местных инициатив волонтёрских групп в отдалённых районах Беларуси.

#### Приостановление членства в МФОККиКП
1 декабря 2023 года Международная федерация обществ Красного Креста и Красного Полумесяца (МФОККиКП) приостановила членство Белорусского Красного Креста (БКК). Как следствие, остановлено финансирование БКК, а также участие в Генеральной Ассамблее организации, голосование или возможность быть избранным на каких-либо уставных собраниях.
МФОККиКП осудила поездку генерального секретаря Белорусского Красного Креста Дмитрия Шевцова в оккупированные украинские регионы. В организации посчитали, что обстоятельства визита компрометируют её основополагающие принципы.
МФОККиКП требовала отставки Дмитрия Шевцова по итогам расследования после заявлений Шевцова о ядерном оружии и перемещении украинских детей в Республику Беларусь, а также после его визитов на Донбасс, где он появился в одежде с символом оккупантов Z.
5 декабря 2023 года Дмитрий Шевцов из-за причастности к вывозу украинских детей был внесён в список специально обозначенных граждан и заблокированных лиц США. В феврале 2024 года Шевцова в свои санкционные списки Австралия и Европейский союз; в марте к европейским санкциям присоединились Швейцария, Албания, Босния и Герцеговина, Исландия, Лихтенштейн, Молдова, Норвегия, Северная Македония, Украина, Черногория, в сентябре — Новая Зеландия.
В январе 2024 года проект «Бюро Медиа» опубликовал расследование о том, что значительную часть средств (в том числе полученных от МФОККиКП) БКК потратил на содержание раздутого штата и на командировки для руководства.
18 февраля 2024 года стало известно,что БКК обратился к властям, чтобы обязать медиков финансировать организацию.

## Программы и проекты БОКК
- Распространение знаний о Красном Кресте
- Чернобыльская программа
- Служба сестер милосердия БОКК
- Служба розыска БОКК
- Гуманитарная помощь уязвимым. Двойное рождество
- Молодёжные и волонтёрские проекты
- Поддержка Государственной программы «Туберкулёз»
- Программа по противодействию ВИЧ-инфекции
- Подготовка к пандемии
- Беженцы и лица, ищущие убежища, в Беларуси, Молдове и Украине
- Первая помощь
- Поддержка детей с ограниченными возможностями
- Борьба с торговлей людьми
- Благотворительный проект «Мы вместе»
- Расширение возможностей сообществ через их активное участие
- Реагирование на чрезвычайные ситуации

## Награды
- Премия Президента Республики Беларусь «За духовное возрождение» (30 декабря 2022 года) — за активную деятельность в гуманитарной сфере, значительный вклад в оказание благотворительной помощи и развитие волонтёрского движения[13]